# Maliattha fervens
Maliattha fervens är en fjärilsart som beskrevs av George Francis Hampson 1906. Maliattha fervens ingår i släktet Maliattha och familjen nattflyn. Inga underarter finns listade i Catalogue of Life.